# Pavel Badea
Pavel Badea, romunski nogometaš in trener, * 10. junij 1967, Craiova, Romunija.
Za romunsko reprezentanco je odigral 9 uradnih tekem in dosegel dva gola.